# Univers en tore bidimensionnel
L’univers en tore bidimensionnel est un modèle cosmologique simpliste dont le but est de comprendre certains aspects de la relativité dans le cas où l'Univers est compact et sans bord, comme un tore.
Un tel univers présente des mirages topologiques marqués par une répétition orthogonale du contenu de l'Univers. C'est donc un univers multiconnexe.

## Tore bidimensionnel

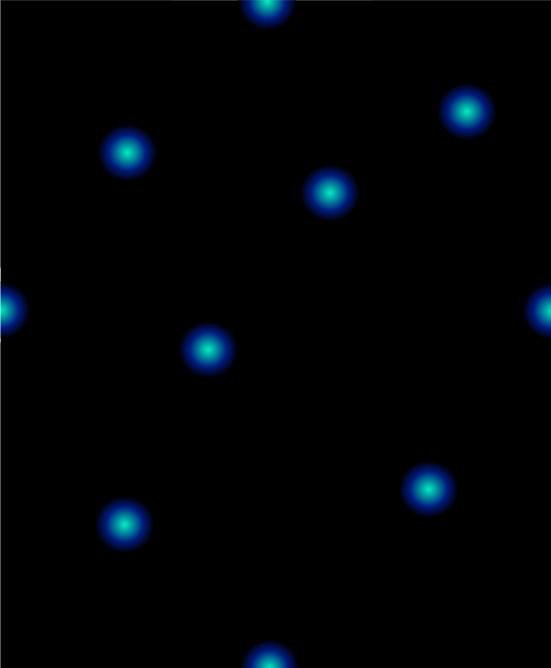
Un photon qui dépasse une frontière se retrouve du côté opposé. On observe ainsi le motif de l'univers répété dans les deux directions.

En topologie, un tore bidimensionnel est un objet de taille finie mais qui n'a pas de bord, car il se boucle sur lui-même. À chaque fois que l'on franchirait un bord, on se retrouve de l'autre côté du tore. Si on franchit le bord de droite, on se retrouvera sur le bord de gauche, si on dépasse le bord du haut, on se retrouve sur le bord du bas, et vice versa. Le haut et le bas, la gauche et la droite sont identifiés.
Un tore — tel qu'on peut s'en représenter visuellement — paraît courbe, car on l'imagine usuellement avec une forme de pneu. En réalité cette courbure n'est qu'apparente, dans notre espace à trois dimensions, on appelle ceci la courbure externe. D'un point de vue interne un tore est en réalité tout à fait plat, euclidien, et sa courbure intrinsèque est nulle[Information douteuse].

### Formation d'un tore bidimensionnel
La raison pour laquelle de tels objets se caractérisent par une courbure nulle est leur construction : si on part d'un morceau rectangulaire plan à deux dimensions (qui est plat par définition) et qu'on identifie le bord du haut et celui du bas, nous obtenons un cylindre. 
Cette identification ne change en rien la courbure interne et donc un cylindre est encore un espace plat. Maintenant identifions le bord de gauche et celui de droite, on obtient un tore creux[Information douteuse]. 
Encore une fois cette identification ne change en rien la courbure et on voit donc que le tore est plat, car l'objet original par lequel on l'a construit l'est[Information douteuse]. Pour s'en convaincre d'une autre manière, il suffit de dessiner un triangle sur la surface d'un tore. Si on calcule la somme des angles aux trois sommets, on se rend compte qu'elle vaut 180°, ce qui est une caractérisation très simple d'un espace plat. Dans un espace à courbure positive, comme la sphère, cette somme est supérieure à 180° — si la courbure est négative, ce qui est le cas de la selle de cheval, cette somme est inférieure à 180°.

## Tore tridimensionnel

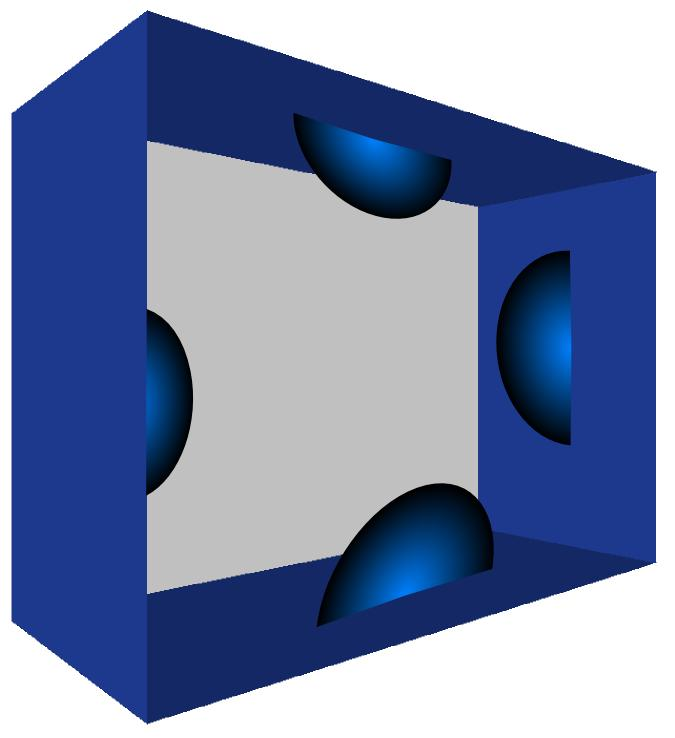
Schéma d'un tore tridimensionnel. Une telle forme a exactement le même principe qu'un tore bidimensionnel en ce qui concerne les bords.

Il existe une variante de cet objet en trois dimensions. Il suffit alors d'appliquer cette notion dans un cube, par exemple, en identifiant deux à deux les côtés opposés.

## Univers fini
Un voyageur habitant dans un tel espace pourrait avoir l’illusion que celui-ci est infini.
En effet, en l'absence de bord, il pourrait voyager dans n'importe quelle direction sans jamais rencontrer quelque limite que ce soit. En réalité, la seule façon de détecter que son univers est fini serait de remarquer qu'au bout d'un certain temps (peut-être très long) il repasserait près de son point de départ. 

## Aspect observationnel
Dans le cas de notre Univers, une façon de mettre à profit ce raisonnement serait non pas d'envoyer des explorateurs aux confins de l'espace, mais d'analyser minutieusement la lumière nous provenant de l'Univers lointain, par exemple, le rayonnement fossile issu du fond diffus cosmologique.
Si l'Univers est compact, alors certains des photons du rayonnement fossile ont eu le temps de faire plusieurs fois le « tour » de celui-ci dans certaines directions. D'un point de vue observationnel de tels photons devraient être sources de corrélations statistiques dans la lumière détectée.
C'est un tel scénario qui a été proposé, parmi d'autres, pour expliquer certaines anomalies dans les données expérimentales issues du satellite WMAP,,.